# Charly Sosa
Carlos "Charly" Sosa Mendoza (Mercedes, Uruguay; 18 de junio de 1973) es un músico, empresario y cantante uruguayo.
Nacido en Mercedes, fue jugador de fútbol como puntero izquierdo de River Plate. Integrante de Antimurga BCG en 1994 y Momosapiens en 2010, y de las bandas Imágenes, NG La Banda, Chocolate. Cantante del tema Agachadita y Mayonesa. En octubre de 2006 edita el álbum “Al Natural”, el cual fue premiado con disco de oro.
Con su música recorrió escenarios de Uruguay, México, Australia, Brasil y Europa.
Está separado y es padre de Marcos y Santino Sosa.

## Discografía
- 2009, Una mirada plena
- 2006, Al natural.
- 2009, Me levantó la mano.
- 2011, Quinquenio.
- 2013, Para mi gente, Vol 1
- 2013, Para mi gente, Vol. 2 (en vivo)
- 2016, El amor de mi vida